# Cai Putere (film)
Cai Putere este un film românesc din 2014 regizat de Daniel Sandu. Rolurile principale au fost interpretate de actorii Adrian Titieni, Lucian Ifrim, Costel Cașcaval.

## Distribuție
Distribuția filmului este alcătuită din:
- Marian Popescu — Vali
- Cătălin Stelian — Dorin
- Costel Cașcaval — Gelu
- Tan Phong Do — Han
- Lucian Ifrim — Marcel
- Mihaela Sîrbu — Nevasta lui Florin
- Adrian Titieni — Mihai
- Tora Vasilescu — O vecină